# 中南米局
中南米局（ちゅうなんべいきょく、英語: Latin American and Caribbean Affairs Bureau）は、外務省の内部部局の一つ。

## 沿革
1979年にアメリカ局が改組され、北米局と中南米局になり、中南米諸国については中南米局の担当となる。

## 職務
中南米地域（メキシコ以南）の安定と繁栄の確保を目指し、域内地域・諸国間における未来に向けた友好関係を構築し、望ましい国際環境を確保するという地域別外交の基本目標を基に、以下の施策を行っている。
- 南米における地域協力の強化
- 民主主義体制の堅持、貧富の格差の是正
- 未来志向の日本、中米関係の推進
- 未来志向の日本、南米関係の推進
- 中米諸国との友好関係の強化

## 組織
- 局長
- 参事官
- 中米カリブ課
  - カリブ室
- 南米課

## 歴代局長
- 野口泰 (2023年～)
- 小林麻紀 (2021年～2023年)
- 林禎二（2020年～2021年)
- 吉田朋之（2019年～2020年）
- 中前隆博（2017年～2019年）
- 髙瀨寧（2014年～2017年）
- 山田彰（2012年～2014年）
- 水上正史（2010年～2012年）
- 佐藤悟（2008年～2010年）
- 三輪昭（2006年～2008年）
- 坂場三男（2004年～2006年）
- 島内憲（2002年～2004年）
- 西田芳弘
- 堀村隆彦（2000年～2002年）
- 阿部知之（1999年）
- 田中克之
- 佐藤俊一
- 荒船清彦
- 寺田輝介
- 瀬木博基（1990年）
- 坂本重太郎（1988年）
- 山口達男（1986年）
- 堂之脇光朗（1984年）
- 江藤之久（1983年 局長心得）
- 羽澄光彦（1983年）
- 枝村純郎（1981年）
- 大鷹正（1979年）
- 安藤龍一（1966年 中南米・移住局長）
- 広田禾眞（1965年 移住局長）
- 山下重明（1965年 局長心得）
- 白幡友敬（1963年）
- 高木広一（1959年）
- 伊関佑二郎（1958年）
- 内田藤雄（1957年）
- 石井喬（1957年 局長心得）
- 矢口麓蔵（1955年）